# Elena Meissner
Elena Meissner (născută Buznea, n. 1867, Huși - d.1940) a fost o feministă română. A fost una dintre figurile feminine care a contribuit la afirmarea femeii în societatea românească, militând pentru accesul femeilor la dreptul de vot în România.

## Biografie
A absolvit Institutul Humpel din Iași.
În 1919 a fost înființată Asociația de Emancipare Civilă și Politică a Femeii Române, condusă de Elena Meissner.
Cu prilejul celui de-al IV-lea Congres al Uniunii Femeilor Române, din 1923, prin Elena Meissner și Popovici Logoteți, s-a realizat aderarea societăților de femei din Moldova și Bucovina la Uniune. La acest Congres Elena Meissener a subliniat că femeile au trecut în activitatea lor la o etapă care presupune participarea lor la viața de stat. A contribuit la înființarea societăților Colonia Școlară, Cercurile de Gospodine, Nevoile Iașilor, Ocrotirea cu Rele Porniri. A activat efectiv în Cantina Școlară, Caravana Milosteniei, Amicele Tinerelor Fete, Societatea Ortodoxă, Reuniunea Femeilor Române, Crucea Roșie. A condus Asociația de Emancipare Civilă și Politică a Femeii Române.
În perioada în care a fost directoare la Azilul „Elena Doamna” din Iași, a plecat în Suedia pentru studierea țesutului la război. Azilul găzduia orfane ai căror părinți erau săraci, infirmi, preoți și învățători fără avere și le oferea posibilitatea de a învăța o meserie, inclusiv cea de țesătoare.
După ce în 1929 și-a încheiat activitatea la Liceul Doamna Oltea din Iași, unde predase istoria, filozofia și pedagogia, Elena Meissner a avut o bogată viață politică. Astfel, în 1932, la un congres feminist organizat de Uniunea Femeilor Române la Iași, ea le-a cerut tuturor participanților să se concentreze asupra educației țărancelor, pentru ca ele să-și cunoască drepturile și obligațiile în cadrul comunității, mai ales că din 1932, Codul Civil le dăduse tuturor femeilor drepturi civile depline. Activitățile educative trebuiau să încurajeze simțul de răspundere față de familie și să promoveze o puternică etică a muncii, descurajând în același timp migrarea de la sat la oraș a tinerelor cu vârste sub 20 de ani. S-a implicat și în sprijinirea unor organizații de ajutare și protejare a femeilor tinere și sărace, și a participat la organizații precum Crucea Roșie Română sau Reuniunea Femeilor Române.
Elena Meissner a fost căsătorită cu Constantin Meissner, membru de onoare al Academiei Române.

## Publicații
- Dreptatea causei feministe, 1923[8]
- Extensiunea activității femeii în afară de casă, 1924
- Câteva cuvinte în chestia alcoolismului, 1924, împreună cu Paula Petrea